# Albrycht Konstanty Mleczko
Albrycht Konstanty Mleczko herbu Róże – podstarości żmudzki w latach 1670–1678.
W 1674 roku był elektorem Jana III Sobieskiego z Księstwa Żmudzkiego.